# Станино (Тверская область)
Станино — деревня в Весьегонском муниципальном округе Тверской области.

## География
Деревня находится в северо-восточной части Тверской области на расстоянии приблизительно 19 км на юг-юго-восток по прямой от районного центра города Весьегонск.

## История
Возрождена в 1630-50-е годы карелами-переселенцами на месте более древнего, но запустевшего одноименного селения. Дворов было здесь 12 (1889 год), 18 (1931), 19 (1963), 8 (1993), 7 (2008). До 2019 года входила в состав Чамеровского сельского поселения до упразднения последнего.

## Население
Численность населения: 58(1889), 65 (1931), 50 (1963), 14 (1993), 25 (96 % русские) в 2002 году, 21 в 2010.